# Souhvězdí Lyry
Lyra (latinsky: Lyra, lat. genitiv: Lyrae, zkr.Lyr) je souhvězdí na severní nebeské obloze. Je známé už od starověku, neboť patří mezi 48 antických souhvězdí, která popsal římský astronom Klaudios Ptolemaios. Je i jedním z 88 souhvězdí moderní astronomie. Sousedí se souhvězdími Draka, Herkula, Labutě a Lištičky. V pořadí velikosti je 52. I přes svoji menší velikost je na obloze snadno rozpoznatelná, díky nejjasnější hvězdě s názvem Vega, která je zároveň pátou nejjasnější hvězdou noční oblohy. V České republice není Vega ani Lyra cirkumpolární.

## Původ jména
Souhvězdí Lyry se vztahuje k báji o Orfeovi, největším hudebníkovi řeckých legend. Orfeus byl syn Múzy Kalliopé. Za jeho otce báje nejčastěji považují boha Slunce a umění Apollóna, ale podle některých verzí byl Orfeovým otcem říční bůh Oigaros. Lyra je hudební nástroj, který vynalezl posel bohů Hermés. Ten prodal Lyru Apolónovi, který ji daroval svému synovi. Orfeus hrál na lyru a zpíval tak krásně, že okouzloval lidi, uchvacoval a uklidňoval zvěř a ptactvo, tišil přírodu a nastoloval v ní klid a mír. Jeho manželkou byla vodní víla Eurydika. Jednoho dne se Eurydice zastesklo po jejich přítelkyních. Na cestě k nim Eurydiku uštkla zmije a když k ní přiběhl Orfeus, byla už mrtvá. Orfeus byl její smrtí velmi zarmoucen, a proto se vydal do podsvětí, kde chtěl obměkčit boha Háda. Svým zpěvem dokázal Háda přemluvit k navrácení života Eurydiky, ale pod jednou podmínkou. Po celou zpáteční cestu se Orfeus nesměl za Eurydikou, která šla za ním, otočit. Orfeus téměř celou cestu dokázal odolat pohledu na svoji ženu, když ale zbýval poslední úsek cesty, nevydržel, ohlédl se, jestli Eurydika neklesá únavou. Ale v tom okamžiku spatřil už jen její stín, který se vracel zpět a navždy do podsvětí. Potom už se Orfeus do podsvětí nedostal. Poté se toulal světem, zúčastnil se výpravy Argonautů za zlatým rounem. Zemřel čtyři roky po manželce, když ho na jedné oslavě roztrhaly opilé Bakchantky a jeho lyru vhodily do řeky. Bohové však Orfea i s jeho lyrou umístili na oblohu.

## Hvězdy

### Vega

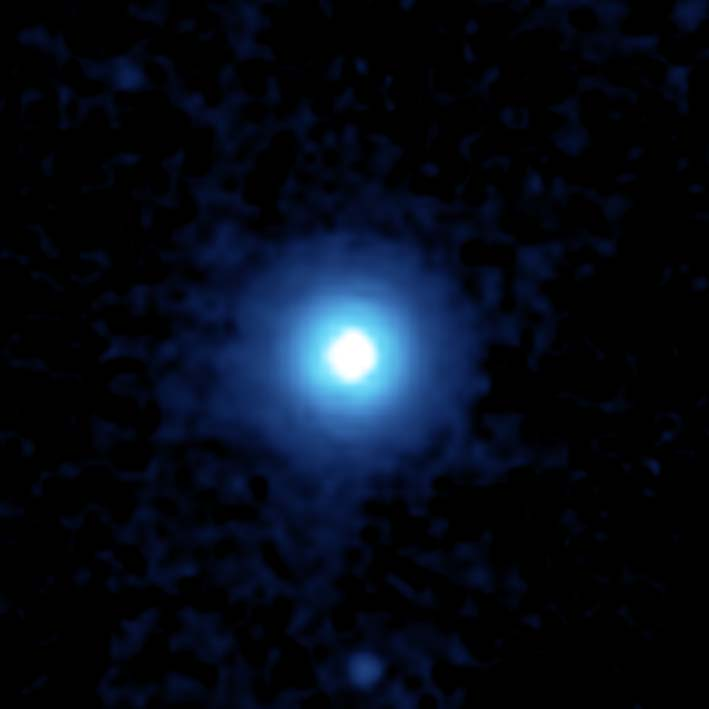
Vega vyfotografovaná Spitzerovým dalekohledem

Vega (Alfa Lyrae/α Lyr nebo 3 Lyrae) je nejjasnější hvězda v souhvězdí Lyry, nejjasnější hvězda asterismu Letní trojúhelník, druhá nejjasnější hvězda severní oblohy a pátá nejjasnější hvězda celé oblohy. Název hvězdy pochází z arabského slova waqi, což znamená „padající“. Spolu s hvězdami Altair ze souhvězdí Orla a Deneb ze souhvězdí Labutě tvoří Vega Letní trojúhelník. Díky precesi zemské osy se za 14 000 let dostane do blízkosti severního nebeského pólu a nahradí tak dnešní Polárku. Nejlépe pozorovatelná je v letních měsících a počátkem podzimu - v horní kulminaci je vzdálena jen asi 10° od zenitu. Její hvězdná velikost je 0,03 mag. Vega je 300 milionů let stará hvězda hlavní posloupnosti spektrálního typu A. Je asi 2,5krát větší a 54krát zářivější než Slunce.
V roce 1983 kolem ní objevil infračervený vesmírný dalekohled IRAS disk částic, který může být zárodkem protoplanetárního disku. Z deformace disku se dá usuzovat přítomnost planety podobné Neptunu.

### Vícenásobné hvězdy
V Lyře se nachází několik zajímavých dvojhvězd, z nichž některé jsou pozorovatelné pouhým okem nebo malými dalekohledy.
Sheliak (Beta Lyrae/β Lyr) je zákrytová proměnná polodotyková vícenásobná hvězda. V dalekohledu spatříme poblíž hlavní hvězdy modrou hvězdu, která je však od Sheliaku daleko. Jde tedy o optickou dvojhvězdu. Samotný Sheliak je velmi těsnou dvojhvězdou, kterou nerozliší ani velké dalekohledy. Je to zákrytová proměnná hvězda typu W Serpentis (také se někdy označuje jako typ Sheliak). Hlavní hvězda je modrobílý obr (spektrální třída B) a mění jasnost v rozmezí 3,3 až 4,4 v periodě 12,9 dne. Od Slunce je vzdálená 880 světelných roků. Druhá složka je spektrálního typu A.
Další dvojhvězdou (optickou) je Sulafat (Gama Lyrae/γ Lyr). Hlavní hvězda má jasnost 3,3 magnitudy, od Slunce je vzdálená 635 světelných let a je spektrální třídy A0, jde tedy o modrobílého obra. Název hvězdy pochází z arabského slova السلحفاة Sulafat, což znamená želva. Další název je Jugum, což je latinský výraz pro spřežení.

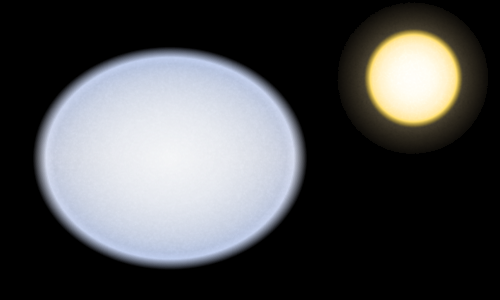
Vega (vlevo) a Slunce

Pouhým okem je pozorovatelná dvojhvězda Delta Lyrae. Tato fyzická dvojhvězda je tvořena z rudého veleobra a modrobílého trpaslíka. Červený veleobr (spektrální typ M4) má jasnost 5,6 mag a modrobílý trpaslík září s jasností 4,2 mag. Tato soustava je vzdálená asi tisíc světelných roků.
Epsilon Lyrae (ε Lyr) je dvojitá dvojhvězda. Neozbrojeným okem jsou pozorovatelné dvě hlavní hvězdy, ale při použití dalekohledu se objeví ještě další dvě hvězdy, z nichž každá obíhá jednu hlavní hvězdu. Jasnější dvojice ε2 je složená z hvězdy 5,14 magnitudy se spektrálním typem A3 a hvězdy 5,37 mag spektrálního typu A5. Tyto dvě hvězdy obíhají společné těžiště ve vzdálenosti asi 163 astronomických jednotek (AU). Druhou dvojici tvoří hvězdy 5,06 a 6,02 mag, které jsou od sebe vzdáleny 281 AU. Obě hvězdy jsou spektrálního typu A2. Obě dvojhvězdy obíhají společné těžiště s periodou 1 166 a 585 roků. Od Slunce je tato čtyřhvězda vzdálená 160 až 217 světelných roků.

## Objekty

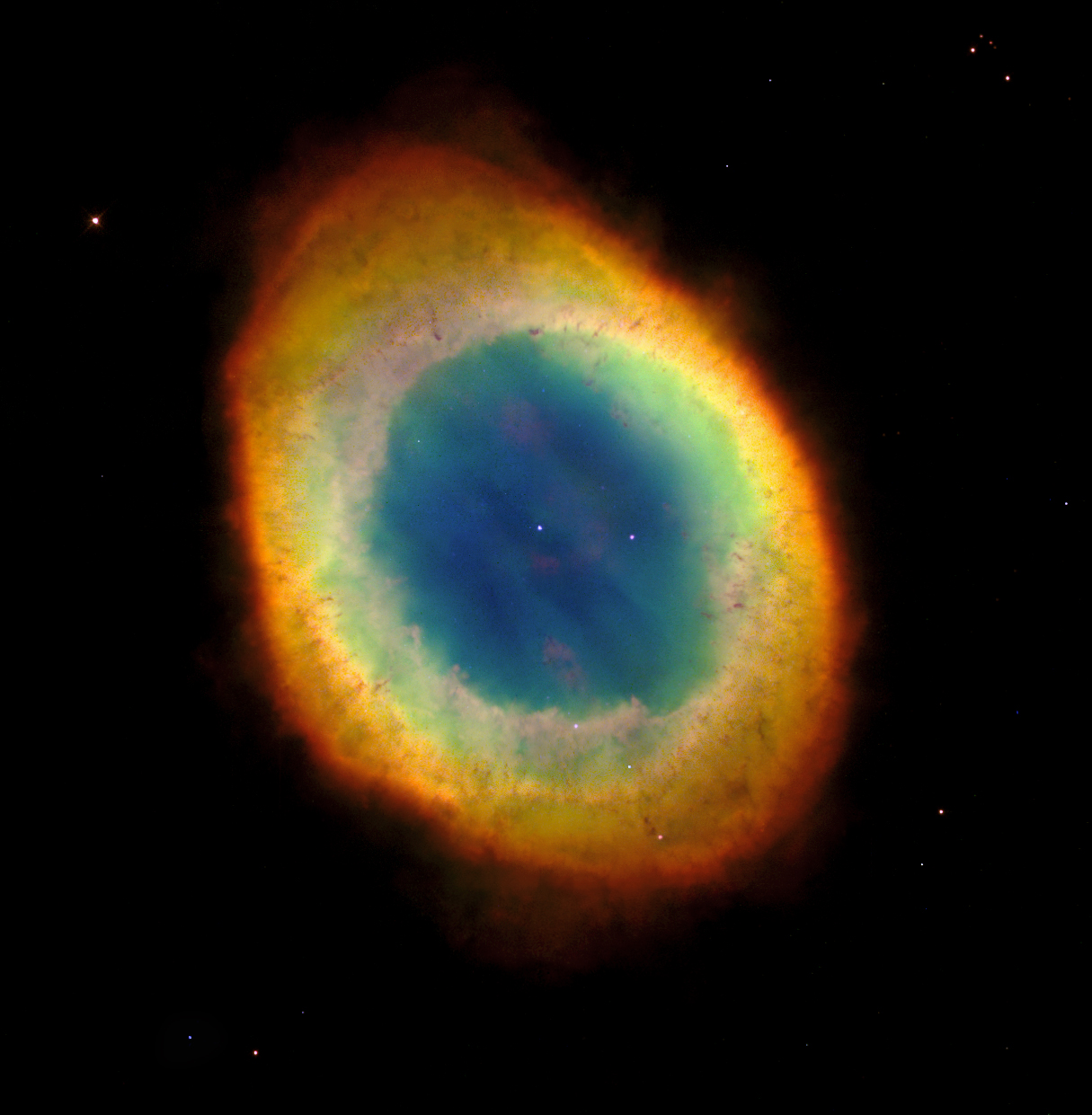
Prstencová mlhovina

### Prstencová mlhovina
Prstencová mlhovina (Messier 57 nebo NGC 6720) je 2300 světelných roků vzdálená planetární mlhovina. Je to jedna z nejznámějších mlhovin a na obloze se nachází přibližně mezi hvězdami Sheliak a Sulafat. Od Slunce je vzdálená asi 2300 světelných roků. Má jasnost 8,8 magnitud a je pozorovatelná dalekohledem s průměrem 8 cm. Je stará zhruba 6 až 20 tisíc let a její průměr je asi 60 tisíc AU. Rozpíná se rychlostí 20 až 30 kilometrů za sekundu. Z jejího středu ji osvětluje bílý trpaslík o zdánlivé magnitudě 14,7 velký zhruba jako Země. Mlhovinu objevil roku 1770 francouzský astronom Antoine Darquier de Pellepoix. Bílého trpaslíka objevil německý astronom Friedrich von Hahn v roce 1800.

### Hvězdokupy
Messier 56 (NGC 6779) je kulová hvězdokupa, objevená Charlesem Messierem v roce 1779. Hvězdokupa leží jižně od hvězd Sheliak a Sulafat. Od Slunce je vzdálená asi 33 tisíc světelných roků a přibližuje se k němu rychlostí asi 145 km/s. Má jasnost 8,2 mag. M56 obsahuje asi dvanáct proměnných hvězd.
Jihovýchodně od hvězdy Théta Lyrae leží otevřená hvězdokupa NGC 6791. Objevil ji roku 1853 August Winnecke. Tato hvězdokupa má jasnost 9,5 mag.

## Lyridy

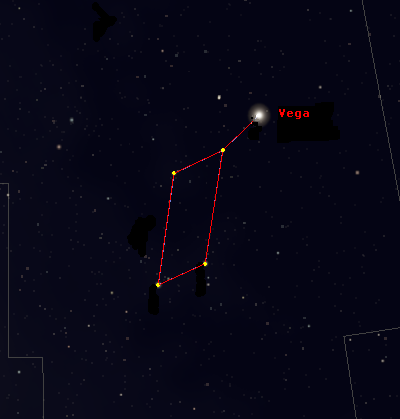
souhvězdí Lyry

V Lyře se nacházejí dva radianty meteorických rojů. První roj je aktivní mezi 16. a 25. dubnem. Tento roj se jmenuje Dubnové Lyridy. Radiant roje je poblíž hranice Lyry s Herkulem. Maximum nastává 21. dubna. V maximu z nebe padá až kolem dvaceti meteorů za hodinu. V minulosti byl roj aktivnější, kdy za hodinu padalo až sto meteorů. Roj způsobují prachové částice, které po sobě zanechala kometa z roku 1861. První záznamy o tomto roji jsou staré 2 000 let a pocházejí z Číny.
Druhým rojem v Lyře jsou Červnové Lyridy, které jsou slabší než Dubnové Lyridy a které do atmosféry vlétají z radiantu kolem hvězdy Kappa Lyrae. Roj je aktivní od 11. do 22. června a v maximu, které nastává 17. června padá kolem deseti meteorů za hodinu.

## Poloha
Lyra je souhvězdí severní oblohy a proto je z České republiky pozorovatelná po celý rok. Nejlepší podmínky pro podmínky pro pozorování Lyry nastávají v létě, kdy je Lyra vysoko nad jižním obzorem a Vega je těsně pod zenitem. Na podzim Lyra postupně směřuje na západ a v září zapadá na severozápadě krátce před rozbřeskem. V lednu Lyra zapadá pod obzor krátce po soumraku, ale před východem Slunce se objevuje na severovýchodě. Pod obzorem je Lyra asi dvě hodiny.